# Club Deportivo FAS
CD FAS (vollständiger Name: Club Deportivo Futbolistas Asociados Santanecos) ist ein im Jahr 1947 gegründeter Fußballverein aus der Stadt Santa Ana in El Salvador. Der Verein, der derzeit in der Primera División de Fútbol Profesional antritt, der höchsten Spielklasse der Federación Salvadoreña de Fútbol, dem nationalen Fußballverband von El Salvador, konnte in seiner Historie bereits 17 Mal die salvadorianische Meisterschaft gewinnen, zuletzt im Jahr 2009. Zudem gewann der Verein im Jahr 1979 den CONCACAF Champions’ Cup.

## Erfolge
- CONCACAF Champions’ Cup

Sieger: 1979
- Primera División de Fútbol Profesional

Meister: 1951/52, 1953/54, 1957/58, 1961/62, 1962, 1977/78, 1978/79, 1981, 1984, 1994/95, 1995/96, Clausura 2002, Apertura 2002, Apertura 2003, Clausura 2004, Clausura 2005, Apertura 2009

## Spieler
- Mágico González (1977–1982, 1991–2000), der als „bester salvadorianischer Fußballer aller Zeiten“ gilt.

## Die erfolgreichste Mannschaft
Die Mannschaft, die 1979 den CONCACAF Champions’ Cup gewann und im Allgemeinen als das beste Team der Vereinsgeschichte angesehen wird, bestand aus folgenden Spielern: Nicolás Orlando „Nicky“ Chávez – Francisco Guillermo Rodríguez „Billy“ Bou, Rafael Gonzalo „Chalo“ Henríquez Aldana, Héctor Alcides „El Maestro“ Piccioni, Carlos Humberto „Imacasa“ Recinos – Manuel Jovino „El Malabarista“ Álvarez, Alfredo Edgardo „Tajaniche“ Erazo, Amado Alejandro „El Caballero“ Abraham Vega – David Arnoldo „El Ariete Goleador“ Cabrera, „Mágico“ González und Raúl Roberto „Avión“ Casadei. Ferner wurde der Verteidiger Luis Padilla für „Billy“ Bou eingewechselt.

## Trainer
- Saúl Rivero (1992–1993, 1995–1997)
- Jaime de la Pava (2013)[4]
- Osvaldo Escudero (2016–2017)[5]